# Fundéu
La Fundación del Español Urgente (Fundéu) es una fundación creada en febrero de 2005 en Madrid a partir del Departamento de Español Urgente de la Agencia EFE. Es fruto del acuerdo y participación equitativa en su constitución de la Agencia EFE y del Banco Bilbao Vizcaya Argentaria (BBVA), que fue su principal patrocinador hasta 2020. En 2020, la Real Academia Española (RAE) y la Agencia EFE firmaron un acuerdo para relanzar la fundación con el nombre oficial FundéuRAE.
El principal objetivo de la Fundación es velar por el buen uso del idioma español en los medios de comunicación, en especial los informativos, y cuenta con el asesoramiento de la Real Academia Española.

## Actividades
La Fundación, que fue promovida por el entonces presidente de la Agencia EFE Álex Grijelmo, es, como señaló el que fuera su primer presidente, Víctor García de la Concha, «un paso fundamental para la unidad de la lengua» y es, junto con el Instituto Cervantes y la propia Real Academia Española, una de las principales entidades sobre el uso y la norma del español, más específicamente dedicado a la lengua actual (de ahí el nombre de «urgente»). Su ámbito de actuación es el mundo hispanohablante.
Para el cumplimiento de sus objetivos, la Fundación desarrolla dos tareas fundamentales:
- Publica diariamente una recomendación sobre el buen uso del español, basada en las dudas detectadas en los principales medios de comunicación en español. Esos consejos se publican en su página web (bajo licencia Creative Commons) y se distribuyen a través de las redes sociales, de las líneas de la Agencia EFE y de una lista de correo gratuita que cuenta con más de 50 000 suscriptores.
- Responde siete días a la semana a las consultas sobre el uso del idioma que recibe a través del correo electrónico, el formulario existente en su página web, el teléfono y las redes sociales (Twitter, Facebook e Instagram).

La Fundéu completa su labor con las siguientes actividades:
- Desde septiembre de 2007 mantiene la Wikilengua, un sitio colaborativo con tecnología wiki y licencia Creative Commons, sobre norma, uso y estilo del español.
- Mantiene abiertos perfiles en Twitter, Facebook, Instagram y YouTube para difundir sus recomendaciones y responder a las dudas lingüísticas de sus seguidores.
- Desde el año 2013 elige su palabra del año de entre aquellas a las que ha dedicado alguna de sus recomendaciones diarias y que reúnen interés lingüístico y periodístico. Las elegidas hasta ahora han sido escrache (2013), selfi (2014), refugiado (2015), populismo (2016), aporofobia (2017), microplástico (2018), los emoticonos y emojis (2019), confinamiento (2020),[3] vacuna (2021), inteligencia artificial (2022),[4] polarización (2023)[5] y dana (2024).[6]
- Participa de forma regular en diversos programas de radio para hablar sobre lengua. Elabora, junto a EFE Radio, El español urgente con Fundéu, un microespacio sobre lenguaje y actualidad que se emite semanalmente en Radio 5 y puede descargarse como pódcast.
- Organiza anualmente en colaboración con la Fundación San Millán de la Cogolla un seminario internacional de lengua y periodismo.
- Ha formado parte del jurado de la fase española del Concurso de Ortografía.
- Participa en el proyecto Diccionario fácil, impulsado por Plena Inclusión Madrid para favorecer la comprensión lectora de las personas con discapacidad intelectual.

También es la responsable del Manual de español urgente, publicado desde 1976 y que va por la decimonovena edición (2016), del libro Escribir en internet: guía para los nuevos medios y las redes sociales, presentado en la sede de la Real Academia Española el 20 de septiembre de 2012, del Compendio ilustrado y azaroso de todo lo que siempre quiso saber sobre la lengua castellana, publicado por la editorial Debate el 20 de noviembre de 2012, del  Segundo compendio ilustrado y deleitoso de todo lo que siempre quiso saber sobre la lengua castellana, también publicado por Debate, en junio de 2016 y de El español más vivo. 300 recomendaciones para hablar y escribir, editado por Espasa en 2015. 
Para llevar a cabo sus funciones, cuenta con un equipo de trabajo dirigido y coordinado por el periodista Javier Lascurain Sánchez (que sustituyó en 2020 a Joaquín Muller-Thyssen Bergareche, director desde el inicio de Fundéu hasta diciembre de 2019), compuesto por filólogos, traductores, correctores y lingüistas, con la ayuda de una red de colaboradores en distintos países de América. Cuenta además con un consejo asesor formado por lingüistas, académicos, periodistas y economistas: Víctor García de la Concha, José Manuel Blecua Perdices, Francisco Javier Pérez, Leonardo Gómez Torrego, Soledad Gallego-Díaz, Victoria Prego, José María Merino, Salvador Gutiérrez Ordóñez, Pilar García-Mouton, Mario Tascón, Manuel Conthe, Montserrat Domínguez, Jorge Bustos y Juan Soto Ivars. 
El Patronato, que es el órgano de gobierno de la Fundación, tiene como vicepresidenta primera a la presidenta de la Agencia EFE, Gabriela Cañas. Anteriormente, han ocupado la presidencia los directores de la Real Academia Española, Víctor García de la Concha, José Manuel Blecua y Darío Villanueva, y el periodista Mario Tascón. En la actualidad, el director de la Real Academia Española, Santiago Muñoz Machado, es presidente de honor de la Fundación. Forman parte del Patronato, como vocales, la presidenta del Gobierno de La Rioja y de la Fundación San Millán Concha Andreu, el director del Instituto Cervantes Luis García Montero, y los expresidentes de la Agencia EFE Luis María Anson, Alfonso Sobrado Palomares, Miguel Ángel Gozalo y José Antonio Vera Gil.
En julio de 2016 se crea la Fundéu Guzmán Ariza en la República Dominicana gracias al patrocinio de la Fundación Guzmán Ariza y la Academia Dominicana de la Lengua y en 2017, a través de un acuerdo con la Fundación Instituto Internacional de la Lengua Española (FIILE), la Fundéu Argentina. 
En enero de 2012 la Fundéu, en la persona del entonces su presidente, José Manuel Blecua, fue galardonada con el premio Miguel Moya que concede la Asociación de la Prensa de Madrid (APM) a aquella persona, no específicamente periodista, a la que se le reconoce una labor amplia y destacada en el campo del periodismo.
En 2020, la RAE y la Agencia EFE firman un acuerdo para relanzar la Fundéu, que pasa a denominarse FundéuRAE. Los dos grandes impulsores de FundéuRAE, la Real Academia de la Lengua Española y la Agencia EFE, se comprometen a garantizar su viabilidad, preservando siempre la unidad del criterio lingüístico.[cita requerida]
La reina Letizia de España ostenta la presidencia de honor de FundéuRAE desde enero de 2021.

## Historia

### Departamento de Español Urgente
A finales de la década de 1970 el presidente de la Agencia EFE, Luis María Anson, encargó al académico Fernando Lázaro Carreter la redacción del primer Manual de estilo para los redactores de la agencia, que se publicó en 1978. Ese fue el primer escalón de un proceso que siguió con la creación en 1980, en colaboración con el Instituto de Cooperación Iberoamericana (ICI), del Departamento de Español Urgente (DEU), formado por un grupo de miembros de la Real Academia Española y un equipo de filólogos.
Los académicos formaban el Consejo Asesor de Estilo de la Agencia EFE, que se reunía semanalmente con los responsables de la redacción para analizar las dudas y errores surgidos en las noticias. Lo integraban Fernando Lázaro Carreter, Antonio Tovar, Manuel Alvar, Luis Rosales y el secretario general de la Asociación de Academias de la Lengua Española (y académico de la Colombiana), José Antonio León Rey.
El equipo de filólogos, formado por Guillermo Lorenzo, Pedro García Domínguez, Alberto Gómez Font y Carlos Ramírez de Dampierre, atendía las consultas de los periodistas y revisaba los teletipos para detectar los errores y aconsejar las formas correctas.
Esta estructura del DEU se mantuvo así hasta 2005, cuando Álex Grijelmo fue nombrado presidente de EFE e impulsó, con el patrocinio del Banco Bilbao Vizcaya Argentaria, la creación de la actual Fundéu.